# Filosofía de la religión
La filosofía de la religión es una rama de la filosofía que tiene por objeto de estudio la religión, la espiritualidad, como una manifestación consciente y reflexiva sobre el sentido trascendente de la existencia y el mundo, lo que incluye sus argumentos sobre la naturaleza, la existencia de Dios, el problema del mal, dando cuenta de su universalismo en tanto que ha prevalecido considerablemente en la historia de las culturas humanas, como también sobre la relación entre la religión y otros sistemas de valores como la ciencia.
Se advierte la distinción entre la filosofía de la religión y la filosofía religiosa, dado que la última alude a un saber que se considera inspirado y guiada por su Dios y su religión, como pueden ser las filosofías judía, cristiana e islámica.
El término "filosofía de la religión" no dio comienzo general en Occidente hasta el siglo XIX, cuando se empleó para referirse a la articulación y crítica de la conciencia religiosa de la humanidad y sus expresiones culturales en el pensamiento, el lenguaje, el sentimiento y la práctica.
La filosofía de la religión difiere de la filosofía religiosa en que trata de debatir cuestiones relativas a la naturaleza de la religión en su conjunto, en lugar de examinar los problemas planteados por un sistema de creencias concreto. Puede ser llevada a cabo desapasionadamente por quienes se identifican como creyentes o no creyentes.

## Descripción general

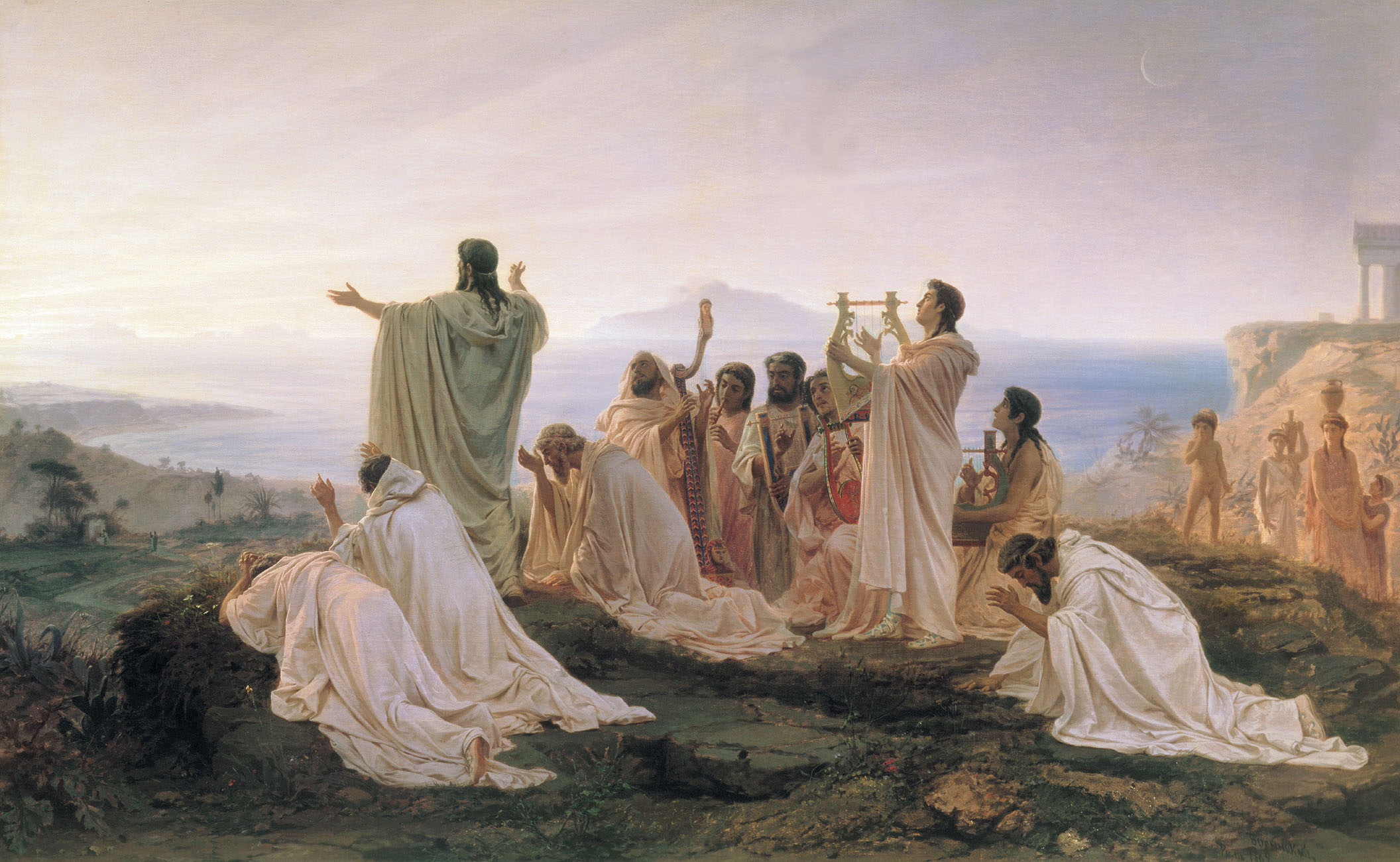
Los pitagóricos celebran la salida del Sol (1869) de Fyodor Bronnikov. El pitagorismo es un ejemplo de una filosofía griega que también incluía elementos religiosos.

El filósofo William L. Rowe caracterizó la filosofía de la religión como: el examen crítico de las creencias y conceptos religiosos básicos La filosofía de la religión abarca las creencias alternativas sobre Dios o los dioses o ambos, las variedades de experiencia religiosa, la interacción entre la ciencia y la religión, la naturaleza y el alcance del bien y el mal, y los tratamientos religiosos del nacimiento, la historia y la muerte. El campo también incluye las implicaciones éticas de los compromisos religiosos, la relación entre la fe, la razón, la experiencia y la tradición, los conceptos de lo milagroso, la revelación sagrada, el misticismo, el poder y la salvación.
El término filosofía de la religión no se generalizó en Occidente hasta el siglo XIX, y la mayoría de las obras filosóficas premodernas y de principios de la modernidad incluían una mezcla de temas religiosos y cuestiones filosóficas no religiosas. En Asia, los ejemplos incluyen textos como los Upanishads hindúes, las obras del Daoísmo y el Confucionismo y los textos budistas. Las filosofías griegas como el pitagorismo y el estoicismo incluían elementos religiosos y teorías sobre las deidades, y la filosofía medieval estaba fuertemente influenciada por las tres grandes religiones monoteístas  abrahámicas. En el mundo occidental, los primeros filósofos modernos como Thomas Hobbes, John Locke y George Berkeley discutieron temas religiosos junto con cuestiones filosóficas seculares también.
La filosofía de la religión se ha distinguido de la teología señalando que, para la teología, "sus reflexiones críticas se basan en convicciones religiosas". Asimismo, "la teología es responsable ante una autoridad que inicia su pensamiento, su discurso y su testimonio... [mientras que] la filosofía basa sus argumentos en el terreno de la evidencia intemporal"
Algunos aspectos de la filosofía de la religión han sido considerados clásicamente como una parte de la metafísica. En la Metafísica de Aristóteles, la causa necesariamente anterior del movimiento eterno era un primer motor inmóvil, que, como el objeto del deseo, o del pensamiento, inspira el movimiento sin ser él mismo movido. Hoy, sin embargo, los filósofos han adoptado el término "filosofía de la religión" para el tema, y típicamente se considera como un campo de especialización separado, aunque también es tratado todavía por algunos, particularmente católico filósofos, como parte de la metafísica.

## Temas y problemas básicos

### Realidad última
Las distintas religiones tienen diferentes ideas sobre la realidad última, su fuente o fundamento (o la falta de ella) y también sobre lo que es la "Máxima Grandeza". El concepto de 'Preocupación última' de Paul Tillich y el de 'Idea de lo santo' de Rudolf Otto son conceptos que apuntan a las preocupaciones sobre la verdad última o más elevada que la mayoría de las filosofías religiosas tratan de alguna manera. Una de las principales diferencias entre las religiones es si la realidad última es un dios personal o una realidad impersonal.
En las religiones occidentales, las diversas formas de teísmo son las concepciones más comunes, mientras que en las religiones orientales, existen concepciones teístas y también diversas no teísta del Último. Teísta frente a no teísta es una forma común de clasificar los diferentes tipos de religiones.
También hay varias posiciones filosóficas con respecto a la existencia de Dios que uno podría tomar incluyendo varias formas de teísmo (como el monoteísmo y el politeísmo), el agnosticismo y diferentes formas de ateísmo.

#### Monoteísmo
.

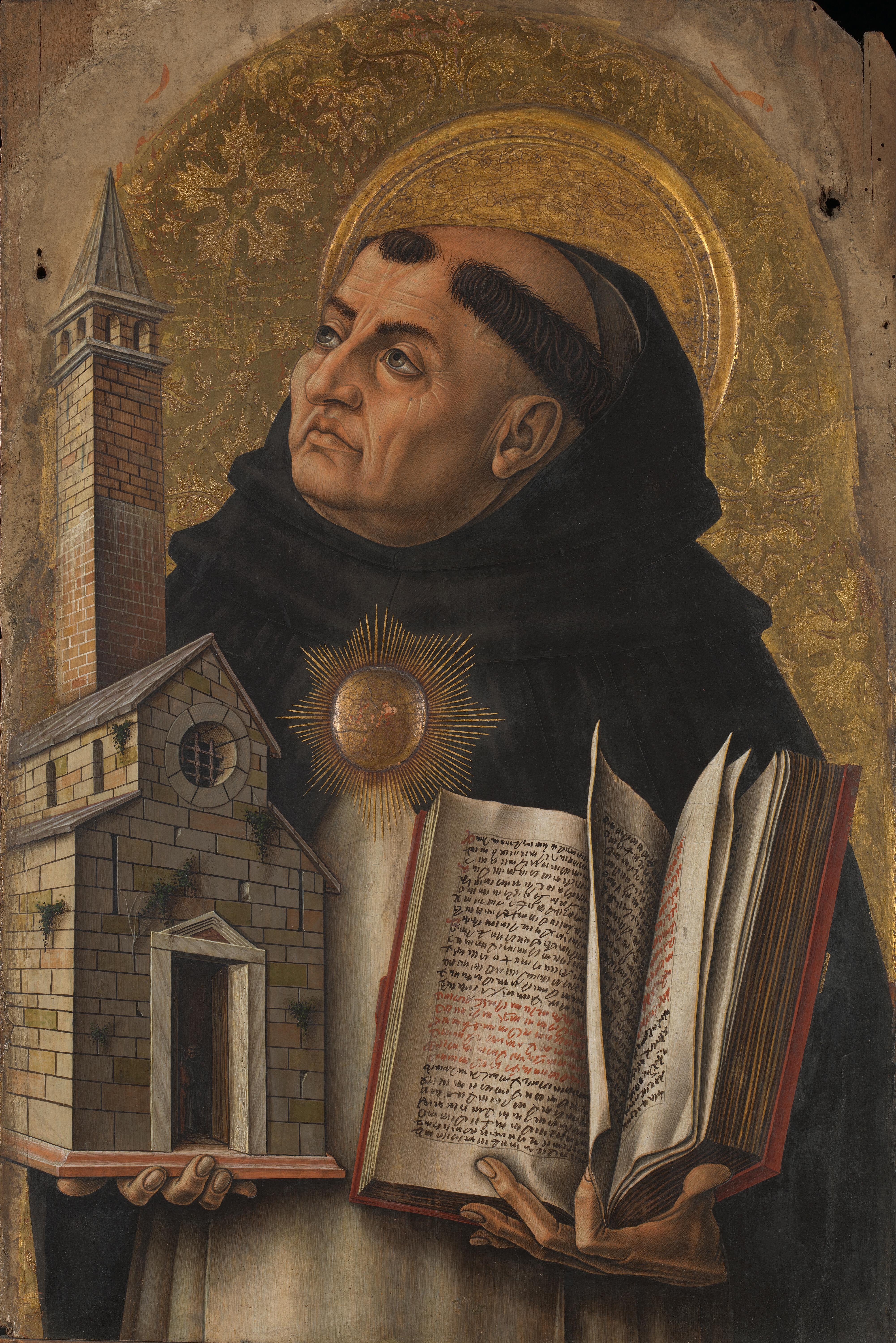
Aquino consideró cinco argumentos para la existencia de Dios, ampliamente conocidos como los quinque viae (Cinco caminos)

Keith Yandell esboza a grandes rasgos tres tipos de monoteísmos históricos: griega, semíticas y hinduistas. El monoteísmo griego sostiene que el mundo siempre ha existido y no cree en el creacionismo ni en la providencia divina, mientras que el monoteísmo semítico cree que el mundo fue creado por un Dios en un momento determinado y que este Dios actúa en el mundo.  El monoteísmo indio enseña que el mundo no tiene principio, pero que hay un acto de creación de Dios que sostiene el mundo.
El intento de proporcionar pruebas o argumentos para la existencia de Dios es un aspecto de lo que se conoce como teología natural o proyecto teísta natural. Esta vertiente de la teología natural intenta justificar la creencia en Dios por motivos independientes. Quizá la mayor parte de la filosofía de la religión se basa en el supuesto de la teología natural de que la existencia de Dios puede justificarse o garantizarse por motivos racionales. Ha habido un considerable debate filosófico y teológico sobre los tipos de pruebas, justificaciones y argumentos que son apropiados para este discurso.

#### Concepciones no teístas
.

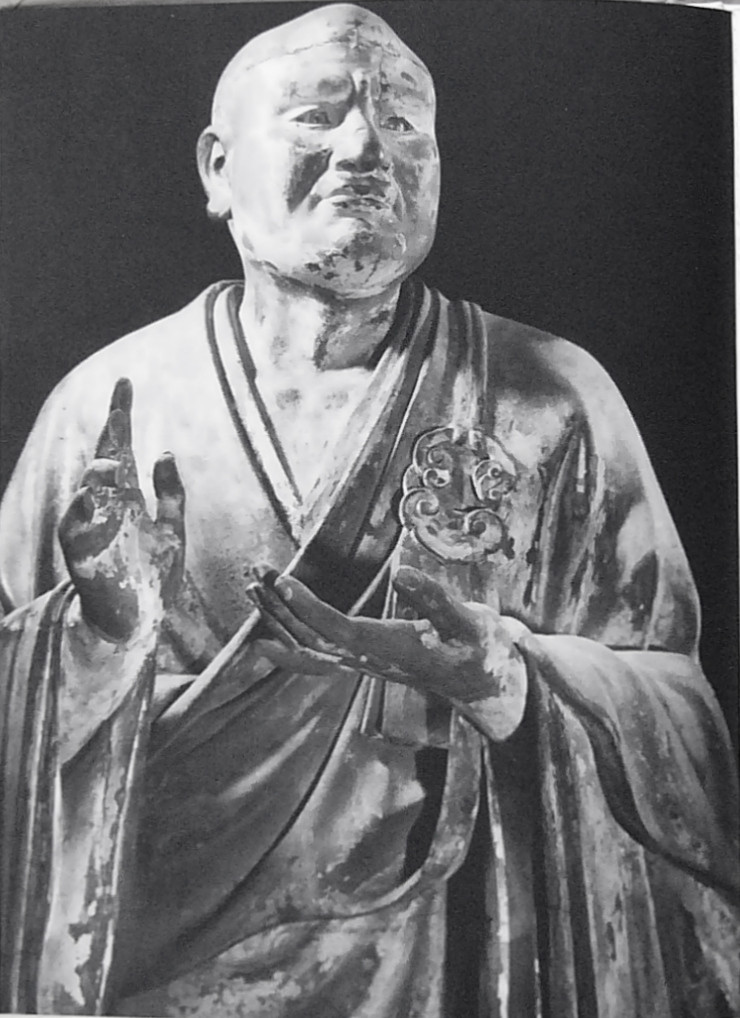
El budista Vasubandhu argumentó en contra de la visión hindú del dios creador y a favor de una concepción impersonal de la realidad absoluta que se ha descrito como una forma de Idealismo.

Las religiones orientales han incluido tanto posturas teístas como otras alternativas sobre la naturaleza última de la realidad. Una de ellas es el Jainismo, que sostiene una visión dualista de que todo lo que existe es materia y una multiplicidad de almas (jiva), sin depender de una deidad suprema para su existencia. También existen diferentes puntos de vista budistas, como el Theravada Abhidharma, que sostiene que las únicas cosas que existen en última instancia son los sucesos fenoménicos transitorios (dharmas) y sus relaciones interdependientes. Madhyamaka Los budistas como Nagarjuna sostienen que la realidad última es el vacío (shunyata) mientras que el Yogacara sostiene que es vijñapti (fenómenos mentales). En los discursos filosóficos indios, el monoteísmo fue defendido por los filósofos hindúes (en particular la escuela Nyaya), mientras que los pensadores budistas argumentaron en contra de su concepción de una Dios creador (sánscrito: Ishvara).
La visión hindú del Advaita Vedanta, defendida por Adi Shankara, es un no dualismo total. Aunque los advaítas creen en los dioses hindúes habituales, su visión de la realidad última es una unidad radicalmente monista ( Brahman sin cualidades) y todo lo que aparece (como personas y dioses) es ilusorio (maya).
Las diversas posturas filosóficas del taoísmo también pueden considerarse como no teístas acerca de la realidad última (Tao). Los filósofos taoístas han concebido diferentes formas de describir la naturaleza última de las cosas. Por ejemplo, mientras que el pensador taoísta Xuanxue Wang Bi sostenía que todo está "enraizado" en Wu (el no ser, la nada), Guo Xiang rechazaba Wu como fuente última de las cosas, sosteniendo en cambio que la naturaleza última del Tao es la "autoproducción espontánea" (zi sheng) y la "autotransformación espontánea" (zi hua). 
Tradicionalmente, los jainistas y budistas no descartaban la existencia de deidades o seres divinos limitados, sólo rechazaban la idea de un único Dios creador todopoderoso o Primera causa postulada por los monoteístas.

### Conocimiento y creencia
.

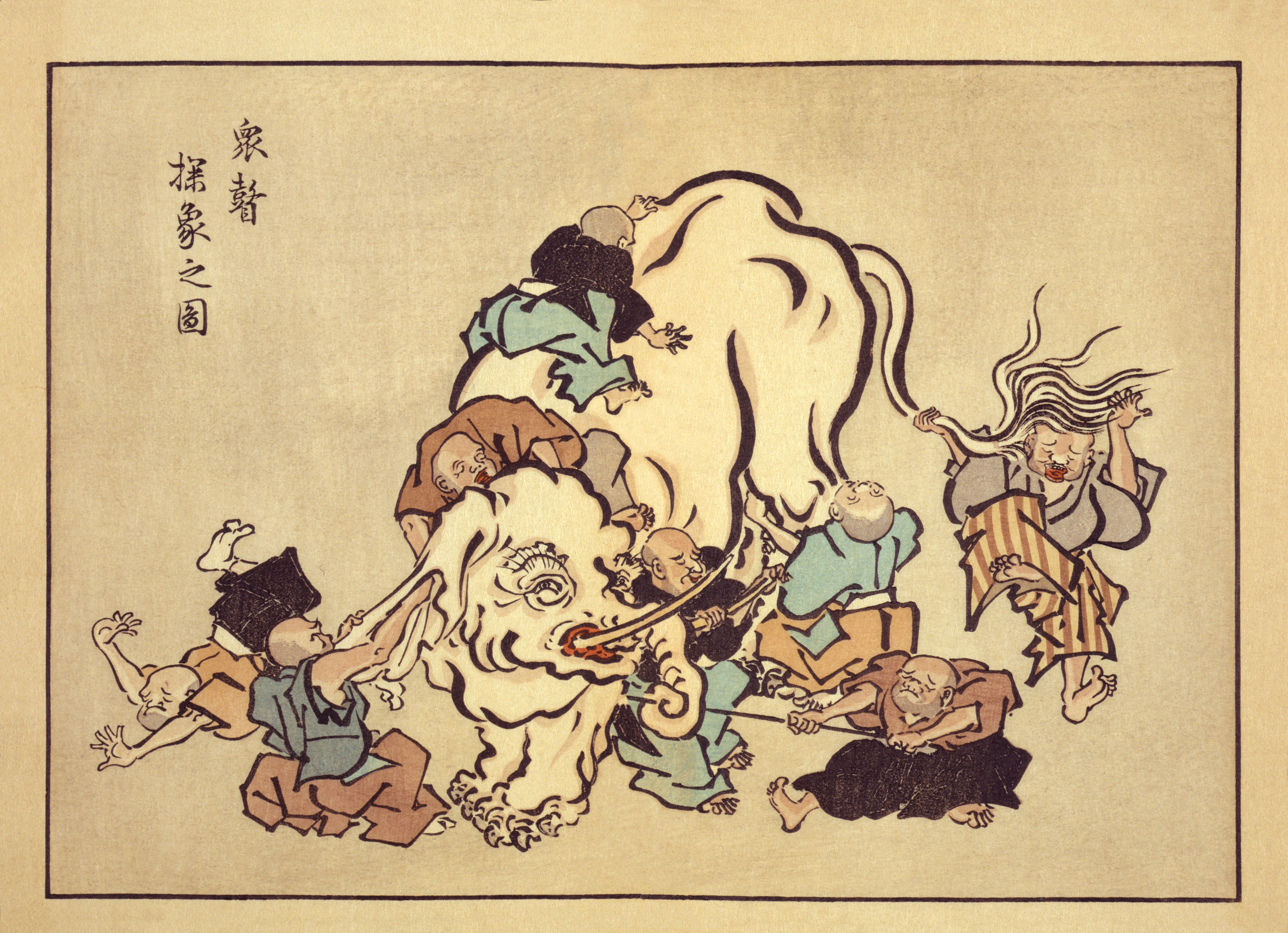
Los Hombres ciegos y un elefante es una parábola muy utilizada en el budismo y el jainismo para ilustrar los peligros de las creencias religiosas dogmáticas

Todas las tradiciones religiosas hacen afirmaciones sobre el conocimiento que sostienen que son fundamentales para la práctica religiosa y para la solución última del principal problema de la vida humana. Entre ellas se incluyen las afirmaciones epistémica, metafísica y ética.
El Evidencialismo es la posición que puede caracterizarse como "una creencia está justificada racionalmente sólo si hay pruebas suficientes para ello". Muchos teístas y no teístas son evidencialistas, por ejemplo, Tomás de Aquino y Bertrand Russell están de acuerdo en que la creencia en Dios es racional sólo si hay pruebas suficientes, pero discrepan sobre si tales pruebas existen.  Estos argumentos suelen estipular que las experiencias religiosas subjetivas no son pruebas razonables y que, por tanto, las verdades religiosas deben argumentarse basándose en pruebas no religiosas. Una de las posturas más firmes del evidencialismo es la de William Kingdon Clifford, quien escribió: "Es erróneo siempre, en todas partes y para cualquiera, creer cualquier cosa sobre la base de pruebas insuficientes". Su visión del evidencialismo suele leerse junto con el artículo de William James A Will to Believe (1896), que argumenta en contra del principio de Clifford. Partidarios más recientes del evidencialismo son Antony Flew ("La presunción del ateísmo", 1972) y Michael Scriven (Filosofía primaria, 1966). Ambos se basan en la opinión ockhamista de que en ausencia de pruebas de X, la creencia en X no está justificada. Muchos tomistas modernos son también evidencialistas en el sentido de que sostienen que pueden demostrar que hay pruebas para la creencia en Dios. Otro movimiento es argumentar de una manera  bayesianista para la probabilidad de una verdad religiosa como Dios, no para la evidencia concluyente total.

### Fe y razón
Aunque las religiones recurren a argumentos racionales para intentar establecer sus puntos de vista, también afirman que la creencia religiosa debe aceptarse, al menos parcialmente, a través de la fe, confianza o seguridad en la propia creencia religiosa. Existen diferentes concepciones o modelos de fe, entre ellos:
- El modelo afectivo de la fe la ve como un sentimiento de confianza, un estado psicológico.
- El modelo de conocimiento especial de la fe como revelación de verdades religiosas específicas (defendido por la epistemología reformada).
- El modelo de creencia de la fe como la convicción teórica de que una determinada afirmación religiosa es cierta.
- La fe como confianza, como hacer un compromiso fiducial tal como confiar en Dios.
- El modelo de aventura doxástica práctica donde la fe es vista como un compromiso de creer en la fiabilidad de una verdad religiosa o en Dios. En otras palabras, confiar en Dios presupone creer, por lo que la fe debe incluir elementos de creencia y confianza.
- El modelo no-doxástico de la fe como compromiso práctico sin creencia real (defendido por figuras como Robert Audi, J. L. Schellenberg y Don Cupitt). Según este punto de vista, no es necesario creer en afirmaciones religiosas literales sobre la realidad para tener fe religiosa.
- El modelo de la esperanza, la fe como esperanza

También hay diferentes posturas sobre cómo se relaciona la fe con la razón. Un ejemplo es la creencia de que la fe y la razón son compatibles y trabajan juntas, que es el punto de vista de Tomás de Aquino y la visión ortodoxa de la teología natural católica. Según este punto de vista, la razón establece ciertas verdades religiosas y la fe (guiada por la razón) nos da acceso a verdades sobre lo divino que, según el Aquinate, "exceden toda la capacidad de la razón humana".".
Otra postura es el Fideísmo, la opinión de que la fe es "en cierto sentido independiente de la razón, si no directamente adversaria de ella"  Filósofos modernos como Kierkegaard, William James y Wittgenstein han sido asociados con esta etiqueta. Kierkegaard, en particular, defendió la necesidad de que los religiosos dieran un salto de fe no racional para salvar el abismo entre el hombre y Dios. Por su parte, el fideísmo wittgensteiniano considera que los juegos de lenguaje religiosos son incompatibles con los juegos de lenguaje científicos y metafísicos, y que son autónomos y, por tanto, sólo pueden ser juzgados según sus propios criterios. La crítica obvia a esto es que muchas religiones plantean claramente afirmaciones metafísicas.
Varios escritores del nuevo ateísmo contemporáneos que son hostiles a la religión sostienen un punto de vista relacionado que dice que las afirmaciones religiosas y las afirmaciones científicas son opuestas entre sí y que, por lo tanto, las religiones son falsas.
El teólogo protestante Karl Barth (1886-1968) argumentó que los creyentes religiosos no tienen necesidad de probar sus creencias a través de la razón y, por lo tanto, rechazó el proyecto de la teología natural. Según Barth, la razón humana es corrupta y Dios es completamente diferente de sus criaturas, por lo que sólo podemos confiar en la propia revelación de Dios para el conocimiento religioso. El punto de vista de Barth se ha denominado neoortodoxia. Del mismo modo, D.Z. Phillips sostiene que Dios no es inteligible a través de la razón o la evidencia porque Dios no es un objeto empírico o un "ser entre los seres".
Como señala Brian Davies, el problema de posturas como la de Barth es que no nos ayudan a decidir entre revelaciones inconsistentes y contrapuestas de las distintas religiones.

## Labor filosófica
Piensa y reflexiona sobre la esencia, el sentido, la razón- como también la sinrazón-, de las preguntas y respuestas que se han dado en diferentes religiones, como pueden ser:
- ¿De dónde surgimos?
- ¿Cuál es el sentido de la vida?
- ¿Cuál es la naturaleza humana?
- ¿Cuál es la naturaleza divina?
- ¿Cómo se entienden las dimensiones celestiales e infernales?
- ¿Qué son los milagros?

Considera enmarcar el lugar que han tenido estas reflexiones en la existencia humana a nivel individual y colectivo.
Dentro del análisis filosófico de la religión, se consideran cuestiones basadas en la estructura general de todas las religiones; a modo de comparación entre cada una, en proporción con temáticas que abordan interrogantes sobre la perfección y el sentido de la existencia en relación con un cosmos considerado perfecto y un supuesto ente perfecto que los creó.
De ahí que pueden considerarse dentro de las diferentes religiones otras manifestaciones de la filosofía y sobre la religión, conforme a doctrinas orientales como el hinduismo y el budismo, interesadas fuertemente en la idea de un todo absoluto, una esencia que lo reviste todo; por cuanto crea esperanza y despierta el interés humano en el desarrollo de una dimensión más espiritual.